# Cylichna vortex
Cylichna vortex är en snäckart som först beskrevs av Dall 1881.  Cylichna vortex ingår i släktet Cylichna och familjen Cylichnidae. Inga underarter finns listade i Catalogue of Life.